# CBRN학교
미국 육군 CBRN학교(United States Army CBRN School (USACBRNS))는 미국 미주리주 펄래스키 군에 첫 설립되어 현재에 이르고 있는 미국 육군의 화학, 생물학, 방사능, 그리고 핵방어에 대해 교육훈련하는 군사 학교이다. 현재 제3화학여단이 교육훈련부대를 맡고 있다.

## 역사
CBRN학교는 제1차 세계 대전 당시 독일 제국군의 대규모 머스터드 가스 공격을 계기로 전쟁부에서 화학전에 대응하기 위해 1918년에 설립한 가스학교에서 기원한다.
베트남 전쟁 후의 미군 전체에 대한 감축 재편성의 영향으로 1973년 6월 24일에 병과와 학교가 모두 폐지되었다가, 1979년 12월에 병과와 학교가 다시 설립되었다.

## 계보
- 1918년, Gas School
→가스학교
- 1920년 1월 16일, Chemical Warfare School
→화학전학교
- 1920년 9월 20일, Army Service School
→
- 1946년 8월 2일, Chemical Corps School
→화학대 학교
- 1951년 10월, Chemical Corps Training Command
→화학대 훈련사령부
- 1957년, Chemical Corps School
→화학대 학교
- 1963년 4월 25일, Chemical Center and School
→화학센터와 학교
- 1979년 12월, Chemical School
→화학학교
- 2008년 1월 11일, CBRN School
→CBRN학교

## 같이 보기
- 분류:미국 육군화학전학교 동문